# Le Baiser de la femme araignée
Pour l’article homonyme, voir Le Baiser de la femme araignée (roman).
Pour plus de détails, voir Fiche technique et Distribution.
Le Baiser de la femme araignée (Kiss of the Spider Woman et O Beijo da Mulher-Aranha) est un film dramatique américano-brésilien réalisé par Héctor Babenco, sorti en 1985.
Le film est une adaptation du roman Le Baiser de la femme araignée de Manuel Puig, publié en 1976. Il est distribué en France par Acacias Films.
En novembre 2015, le film est inclus dans la liste établie par l'Association brésilienne des critiques de cinéma (Abraccine) des 100 meilleurs films brésiliens de tous les temps.

## Synopsis
Huis clos dans une cellule dans le contexte d'une dictature au Brésil. Deux hommes que tout oppose s'affrontent avec méfiance. Valentin, un révolutionnaire issu des classes bourgeoises, barbu et à l’apparence macho, a été incarcéré et torturé pour ses convictions politiques. Molina, un étalagiste homosexuel exubérant, est né dans les bas quartiers et a été arrêté pour détournement de mineurs. Molina évoque chaque soir de vieux films romantiques à son compagnon d'infortune. Valentin, lui, l'initie à la pensée politique.  
Une amitié improbable se tisse alors progressivement entre les deux hommes.

## Fiche technique
- Photographie : Rodolfo Sanchez
- Musique : John Neschling, Nando Carneiro
- Montage : Mauro Alice
- Production : David Weisman
- Société de distribution : Island Alive
- Langue : anglais, portugais
- Format : 35 mm
- Gentre : Film dramatique
- Durée : 120 minutes
- Date de sortie : 1985

## Distribution
- William Hurt (VF : Pierre Arditi) : Luis Molina
- Raúl Juliá (VF : Med Hondo) : Valentin Arregui
- Sonia Braga : Leni/Marta/La femme araignée
- José Lewgoy : Warden
- Milton Gonçalves : Pedro
- Míriam Pires : la mère
- Nuno Leal Maia : Gabriel
- Fernando Torres : Americo
- Patricio Bisso : Greta
- Herson Capri : Werner
- Denise Dumont : Michele

## Récompenses
- Le Baiser de la femme araignée vaut à William Hurt l'Oscar du meilleur acteur et le Prix d'interprétation masculine au Festival de Cannes 1985.

## Adaptation
- Le film connaît une adaptation en comédie musicale jouée sur Broadway 904 fois de mai 1993 à juillet 1995[2], dans laquelle Chita Rivera ou encore Vanessa L. Williams ont tenu le premier rôle.